# Řecká národní knihovna

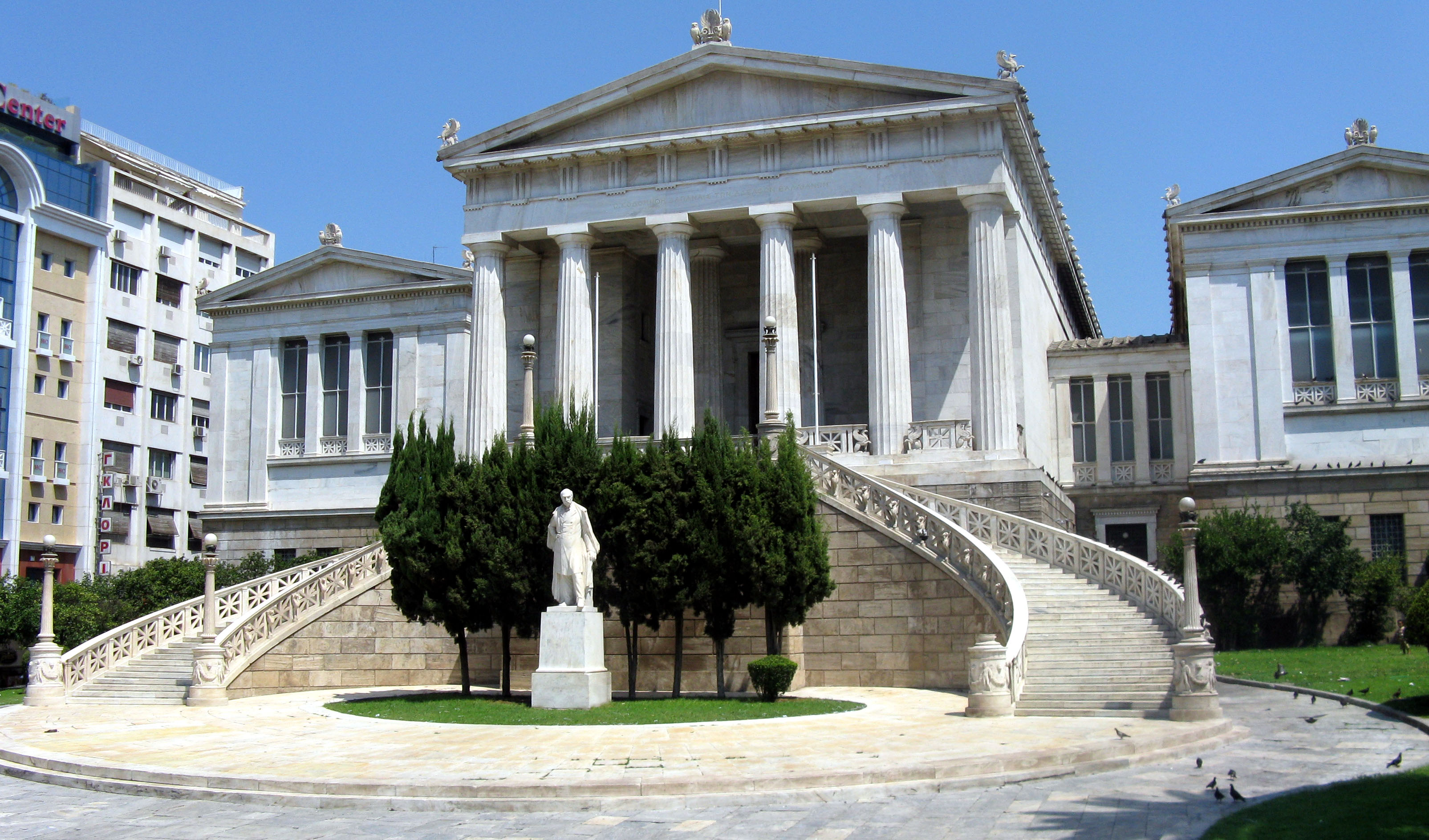
Vallianeio Megaron, ve kterém byla knihovna do roku 2017

Řecká národní knihovna (řecky: Εθνική Βιβλιοθήκη) se nachází v blízkosti centra města Athény. Byla navržena dánským architektem Theophilem von Hansenem a založil ji Joannis Kapodistrias. Na čtyři roky je volen generální ředitel a sedmičlenná správní rada na tříleté či čtyřleté období.

## Dějiny
Myšlenka Johanna Jakoba Mayera z roku 1824 na zřízení Národní knihovny byla realizována v roce 1829 novou řeckou vládou Joannise Kapodistriase. V té době seskupili Národní knihovnu s dalšími intelektuálními institucemi, kam patřily školy, národní muzea a tiskárny. Všechny byly umístěny v budově (tehdy používané jako sirotčinec) na ostrově Aigina pod dohledem Andrease Moustoxydise. Ten pak zároveň byl předsedou výboru sirotčince, ředitelem Národního archeologického muzea v Athénách a ředitelem Národní školy.
Moustoxydis instituci pojmenoval Národní knihovna, k roku 1831 měla celkem 1018 svazků tištěných knih, které byly shromážděny od Řeků a filhelénů. Roku 1834 byla knihovna přemístěna do Athén, kde byla umístěna ve veřejných lázních na římském fóru Agorà romana.
Knihovna odkupovala knihy ze soukromých knihoven, velkou část přijala ve formě darů, a poměrně rychle se rozrůstala. Například od Christofora a Konstantina Sakellariových získala 5 400 svazků a od Markose Renierise 3 401 svazků.
V roce 1842 se Veřejná knihovna spojila s knihovnou Athénské univerzity a byla umístěna do budovy Ottovy univerzity. Knihovna získala dary a vzácné cizojazyčné knihy z různých míst Evropy. Roku 1866 se královskou listinou sloučily obě knihovny pod názvem Řecká národní knihovna.
Novou neoklasicistní mramorovou budovu navrhl baron Theophil von Hansen, základní kámen byl položen roku 1888 a na stavbu dohlížel Ernst Ziller. Až do roku 1903 zůstala knihovna ve starší univerzitní budově, pak byla přemístěna do budovy Vallianeio Megaron. Tam se část knihovny nacházela do roku 2017 a další dvě budovy jsou v severním předměstí Agia Paraskevi a Nea Chalchidona (Nový Chalcedon).
Nová budova navržená Renzem Pianem a financovaná Nadací Stávrose Niárchose v Kallithée byla otevřena v červnu 2016. Roku 2020 zde bylo celkem 570 000 svazků.